# Křížová cesta (Fukov)
Křížová cesta ve Fukově ve Šluknovském výběžku stávala při ohradní zdi hřbitova za farním kostelem svatého Václava. Zanikla spolu s obcí Fukov při její demolici roku 1960.

## Historie
Křížová cesta stávala u kostela svatého Václava. Byla umístěna v prostoru při ohradní zdi nové části hřbitova, která navazovala na kostel. Vybudována byla roku 1881 jako jedenáctá křížová cesta Šluknovského výběžku a tvořilo ji 14 sloupků zastavení. O tři roky později byla pořízena Getsemanská zahrada s pískovcovými sochami apoštolů, anděla a Krista. Obraz Poslední večeře a zobrazení zbičovaného Krista Ecce Homo nebyl realizován. Peníze na výstavbu křížové cesty byly získány prodejem hrobových míst. Zájemci si mohli vybrat, zda zaplatí hrobové místo se zastavením křížové cesty nebo bez něj.
Křížová cesta byla zničena při demolici obce a odstřelu kostela svatého Václava dne 23. 9. 1960. Do dnešních dnů se dochovala jen pobořená zeď hřbitova a hlavní kříž. Roku 2000 byl vztyčen nový dřevěný kříž, který připomíná existenci kostela svatého Václava. Úprava zbytku hřbitova proběhla v roce 2014.

## Galerie

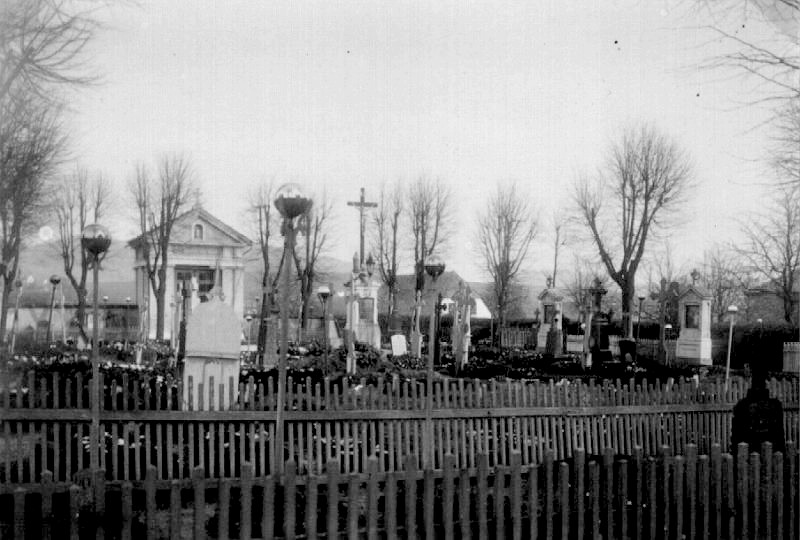
Historický snímek hřbitova a křížové cesty
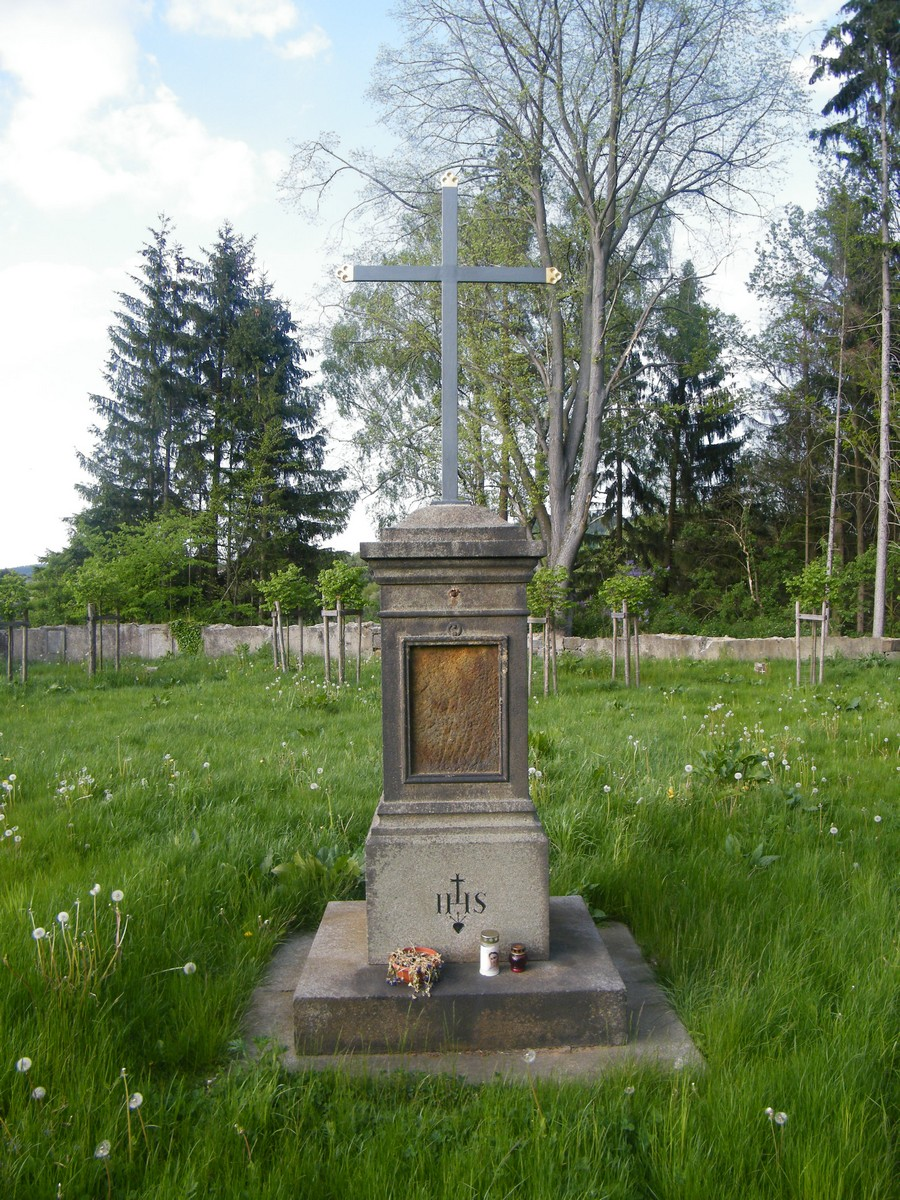
Hřbitov s hlavním křížem